# كهف نصب بروميثيوس الطبيعي
كهف نصب بروميثيوس الطبيعي هو كهف منفرد يقع في بلدية تسقالتوبو في منطقة إيميريتي في جورجيا.